# Simon Schaffer
Simon Schaffer (Southampton, 1 januari 1955) is een Brits wetenschapshistoricus en professor aan de Universiteit van Cambridge, bekend van boek Leviathan and the Air-Pump: Hobbes, Boyle, and the Experimental Life geschreven met Steven Shapin.
Schaffer studeerde aan het Trinity College in Cambridge, en aan de Harvard-universiteit. In 1980 promoveerde hij aan Cambridge op ene proefschrift over Isaac Newton's kosmologie. Schaffer gaf les aan het Imperial College London en aan University of California - Los Angeles. Sinds 1989 is hij terug aan de Universiteit van Cambridge waar hij wetenschapsfilosofie en wetenschapsgeschiedenis doceert.
In 2005 won hij samen met Steven Shapin de Erasmusprijs voor hun buitengewoon belangrijke bijdrage op sociaal-wetenschappelijk terrein in Europa.

## Publicaties
- 1985. Leviathan and the air-pump: Hobbes, Boyle, and the experimental life. Met Steven Shapin Princeton University Press.
- 1989. The uses of experiment: studies in the natural sciences. Met David Gooding en Trevor Pinch (red.)  Cambridge University Press.
- 1989. Robert Hooke: new studies. Met Michael Hunter. Woodbridge : Boydell.
- 1994. William Whewell: a composite portrait, Met Menachem Fisch. Oxford : Clarendon Press.
- 1994. From physics to anthropology – and back again. Prickly Pear Press.
- 1999. The sciences in enlightened Europe. Met William Clark en Jan Golinski (red.). University of Chicago Press.
- 2009. The brokered world: go-betweens and global intelligence. Met Lisa Roberts, Kapil Raj en James Delbourgo (red.) Sagamore Beach, MA : Science History Publications.